# Schlosstheater Drottningholm

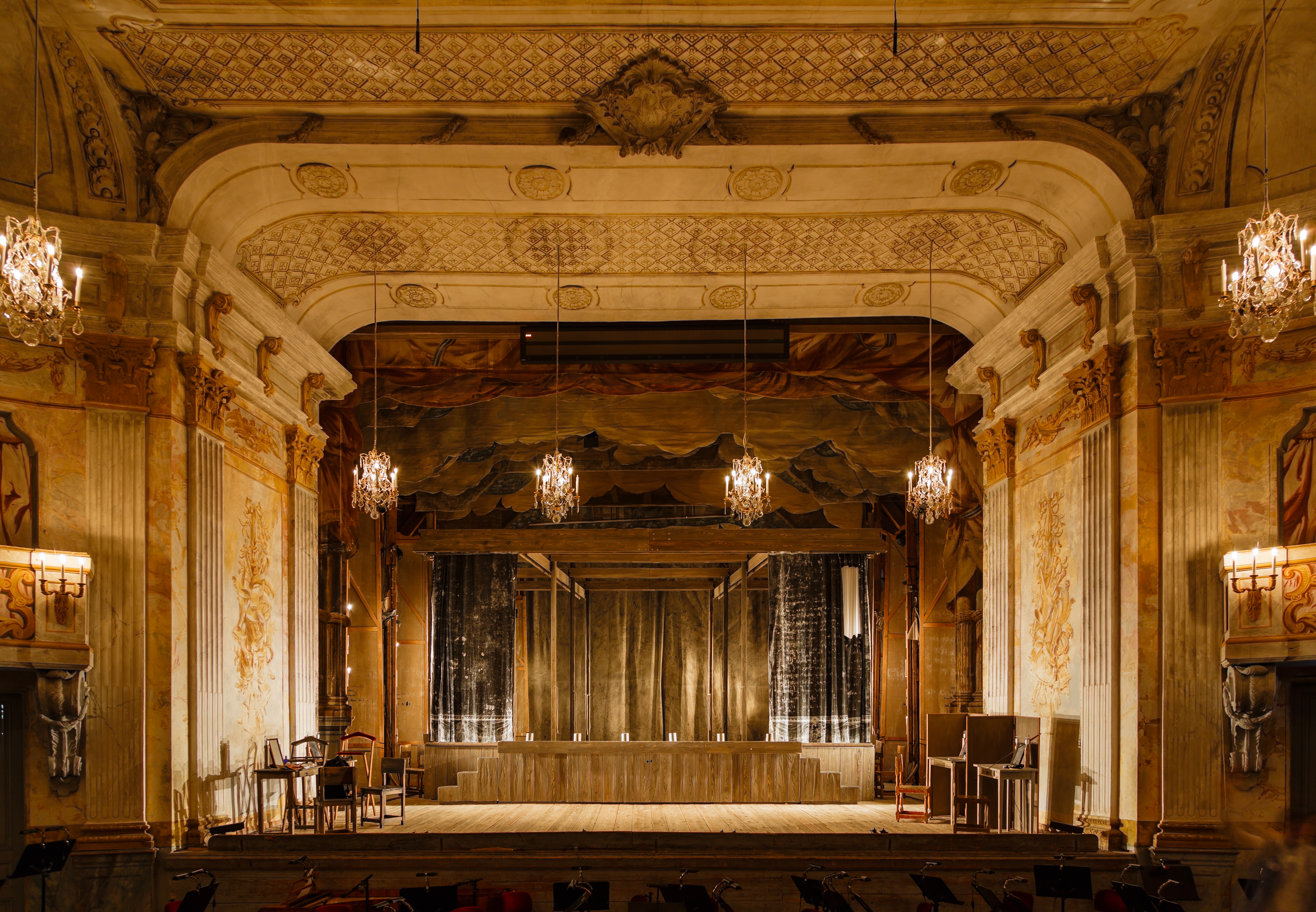
Bühne im Schlosstheater (2016)

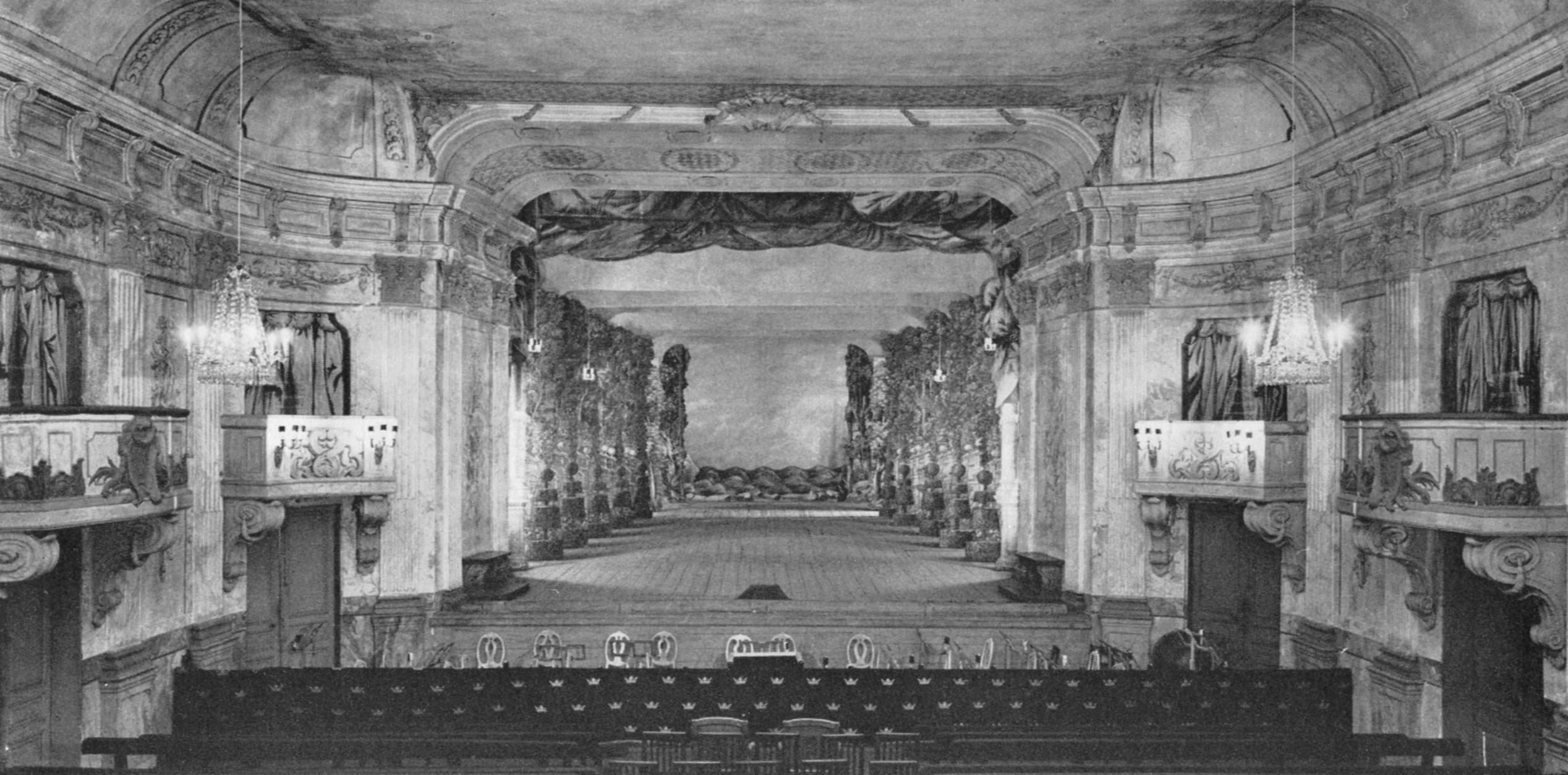
Szene in Drottningholms Slottsteater 1966

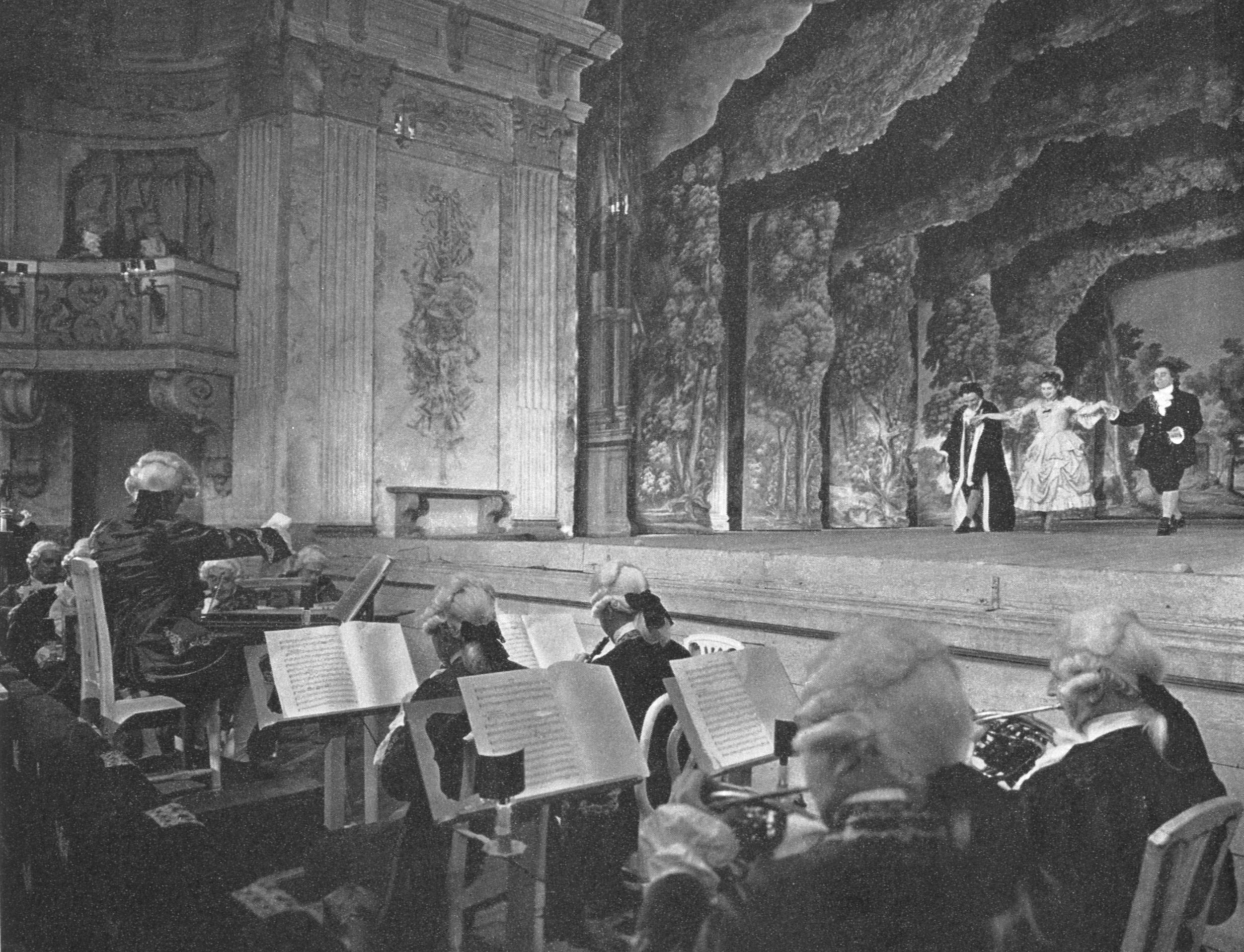
Orchester von Drottningholms Slottsteater 1966

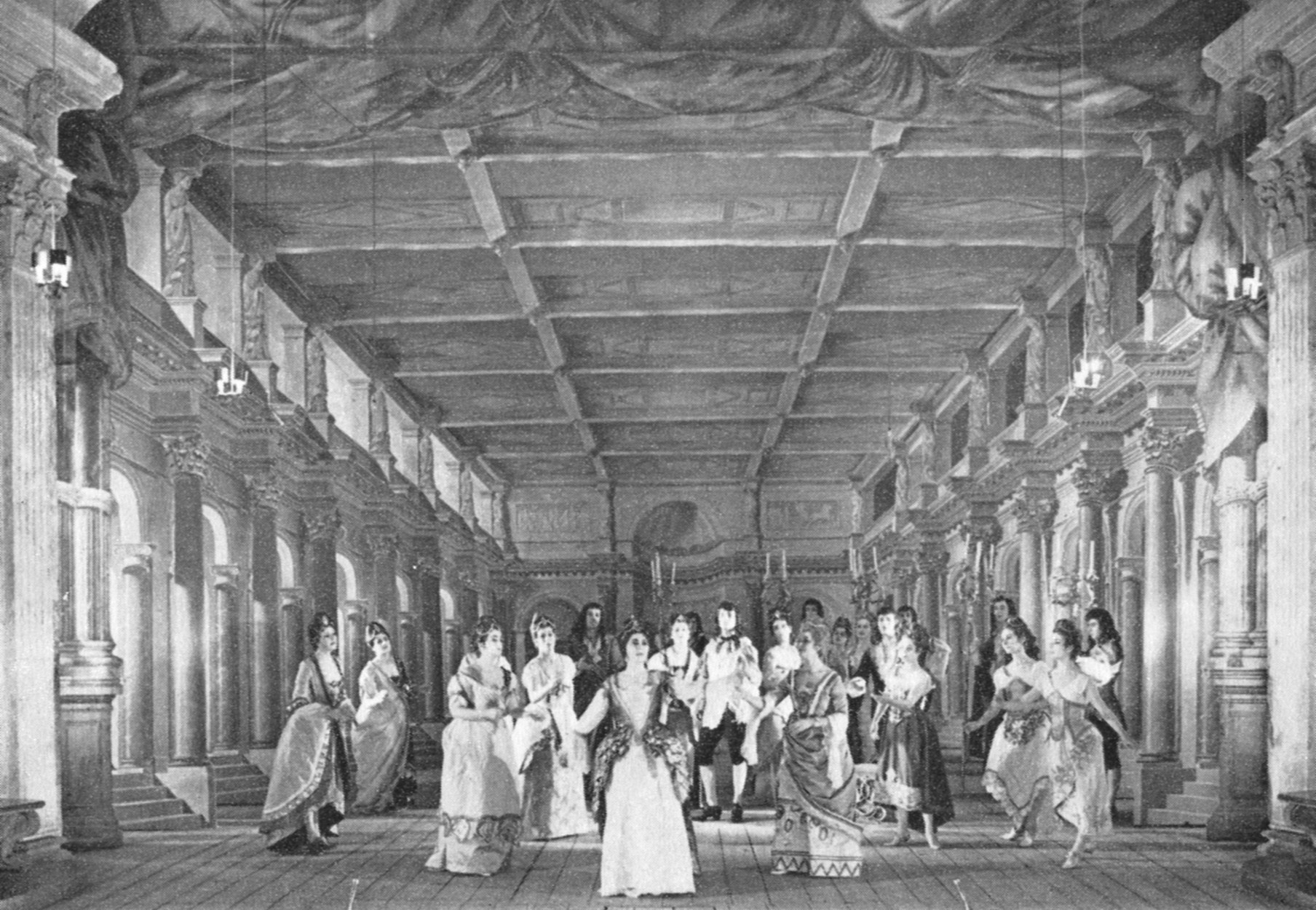
Szene in Drottningholms Slottsteater 1962

Das Das Schlosstheater Drottningholm (schwedisch: Drottningholms Slottsteater) ist ein Theater im Schloss Drottningholm bei Stockholm in Schweden. 
Das Festival Schlosstheater Drottningholm führt im Sommer vorzugsweise Opern aus dem 18. Jahrhundert (von Händel, Gluck, Haydn und Mozart) mit dem Schwerpunkt auf historisch informierter Aufführungspraxis auf. Neben dem im Barockstil 1664–1703 von dem Architekten Nicodemus Tessin d. Ä. (sowie dessen gleichnamigem Sohn) erbauten Schloss wurde das Theatergebäude von Carl Fredrik Adelcrantz ab 1762 errichtet und 1766 eingeweiht. Es fasst heute etwa 400 Besucher. Die Bühnenmaschinerie des Italieners Donato Stopani (mit Wellenmaschine und Windmaschine) wird unverändert bis zum heutigen Tag verwendet. 
Nach der Ermordung des Königs Gustav III. im Jahre 1792 (Giuseppe Verdis Oper Un ballo in maschera behandelt dieses Thema) wurde das Theater geschlossen und vergessen. Im Jahr 1920 wurde das Theater wiederentdeckt, elektrifiziert und erneut in Betrieb genommen. Zu den Direktoren des Theaters im 20. Jahrhundert zählen Arnold Östman (1980–1992), Elisabeth Söderström (1993–1996), Per-Erik Öhrn, Nicholas McGegan und Mark Tatlow. Einige Teile des Films Zauberflöte von Ingmar Bergman nach Mozarts Oper wurden 1974 am Schlosstheater aufgezeichnet. 
Im Jahr 1991 wurde das gesamte Schloss mit Garten und Theater zum UNESCO-Welterbe erklärt. Das Theatergebäude steht, wie die meisten Bauwerke im Schlosspark, seit 1935 als Byggnadsminne unter Denkmalschutz. Das Theater ist Station der Nordischen Route der Europastraße Historische Theater.
Ein ähnliches, noch etwas älteres Rokokotheater (von 1753) befindet sich im Schloss Ulriksdal.